# Ġ
Ġ (minúscula: ġ) es una letra adicional del alfabeto latino formada a partir de la letra G con la adición de un punto diacrítico encima de la letra.

## Uso

### Árabe
Ġ se utiliza en numerosos esquemas de transliteración árabe, como DIN 31635 e ISO 233, para representar la letra غ (ġain).

### Armenio
Ġ se usa en la romanización del armenio clásico u oriental para representar la letra Ղ/ղ (ġat).

### Checheno
Ġ en el alfabeto latino checheno es un análogo del cirílico гI.

### Iñupiaq
Ġ se usa en algunos dialectos de iñupiaq para representar la fricativa uvular sonora /ʁ/.

### Irlandés
Ġ se usaba anteriormente en irlandés para representar la forma lenificada de G. Ahora se utiliza el dígrafo gh.

### Maltés
Ġ es la séptima letra del alfabeto maltés, precedida de F y seguida de G. Representa el sonido dʒ.

### Checo antiguo
⟨ġ⟩ es a veces (sobre el siglo XVI) usada para representar una g real, para distinguirla de la j (porque la consonante j era escrita normalmente usando la letra g).

### Inglés antiguo
⟨Ġ⟩ se utiliza a veces en la representación académica del inglés antiguo para representar j o dʒ y distinguirlo de g que de otra manera se escribiría de forma idéntica. El dígrafo ⟨cg⟩ también se utilizaba para representar dʒ.

### Ucraniano
⟨Ġ⟩ se utiliza en algunos sistemas de transliteración del ucraniano, principalmente ISO 9:1995, como la letra Ґ.

### Transcripción fonética
⟨ġ⟩ a veces se usa como un símbolo fonético para la transcripción de [ ɣ ] o [ ŋ ]

## Codificación digital

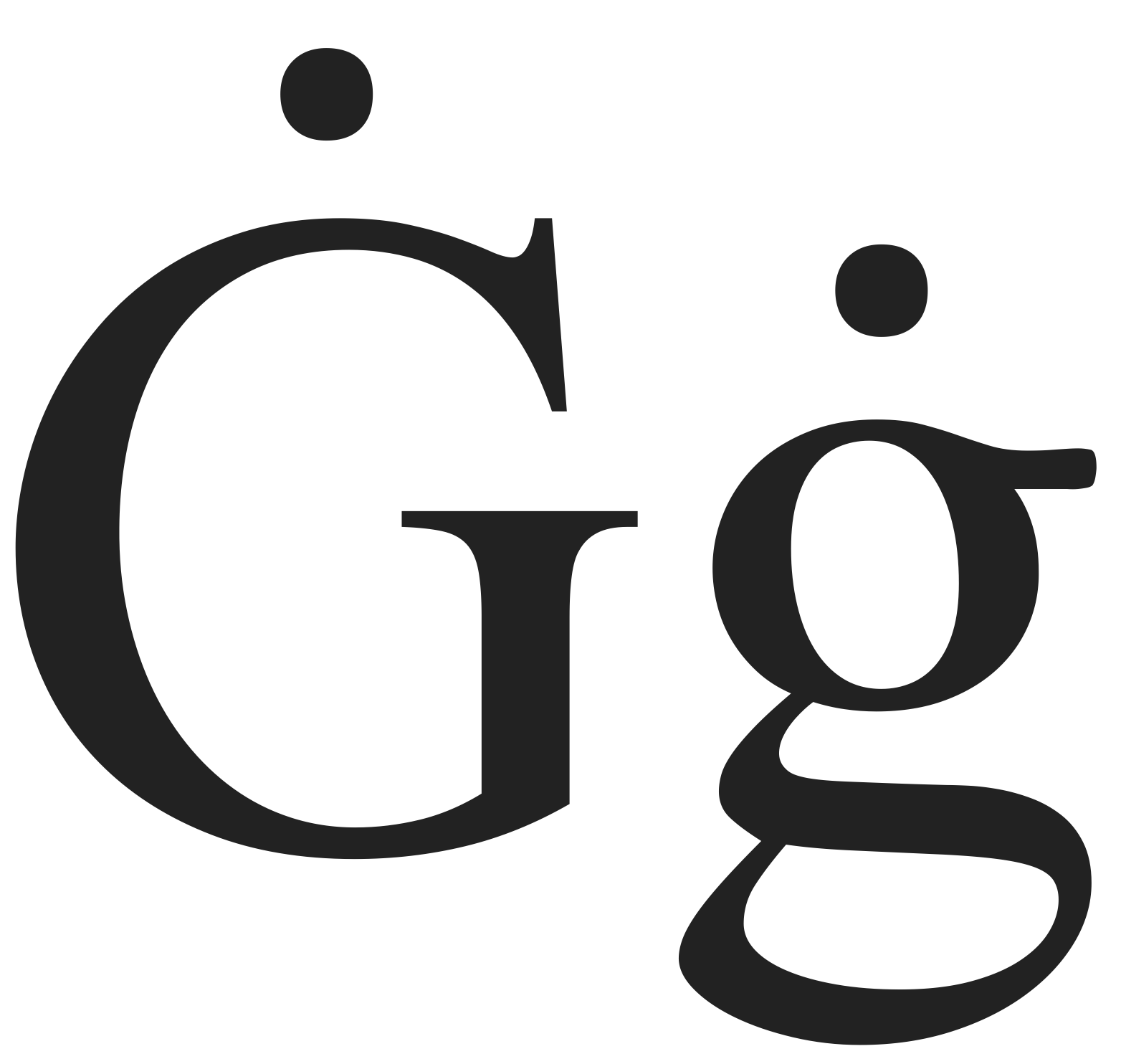
Glifos de Doulos SIL para mayúscula y minúscula ġ

El ISO 8859-3 (Latin-3) incluye Ġ en D5 y ġ en F5 para su uso en maltés, mientras ISO 8859-14 (Latin-8) incluye Ġ en B2 y ġ en B3 para su uso en irlandés.
En Unicode, la gamma latina mayúscula Ġ está codificada en U+0120 y la minúscula ġ está codificada en U+0121.
Los caracteres precompuestos para Ġ y ġ están en Unicode desde la versión 1.0. Como parte de WGL4 se puede esperar que se muestre correctamente en la mayoría de los sistemas informáticos.
| Carácter      | Ġ                                     | Ġ                                     | ġ                                   | ġ                                   |
| ------------- | ------------------------------------- | ------------------------------------- | ----------------------------------- | ----------------------------------- |
| Unicode       | LATIN CAPITAL LETTER G WITH DOT ABOVE | LATIN CAPITAL LETTER G WITH DOT ABOVE | LATIN SMALL LETTER G WITH DOT ABOVE | LATIN SMALL LETTER G WITH DOT ABOVE |
| Codificación  | decimal                               | hex                                   | decimal                             | hex                                 |
| Unicode       | 288                                   | U+0120                                | 289                                 | U+0121                              |
| UTF-8         | 196 160                               | C4 A0                                 | 196 161                             | C4 A1                               |
| Ref. numérica | &#288;                                | &#x120;                               | &#289;                              | &#x121;                             |